# Jrisula Saatsoglu
Jrisula Saatsoglu (en griego, Χρυσούλα Σαατσόγλου-Παλιαδέλη; nacida el 8 de julio de 1947 en Salónica) es una arqueóloga y política griega. Está casada con Georgios Paliadeli, por lo que a menudo aparece en las publicaciones bajo los apellidos Saatsoglu-Paliadeli.
Fue discípula de los arqueólogos Manolis Andrónikos y Georgios Bakalakis. Como estudiante, participó en excavaciones en Díon y Vergina. Una vez graduada participó en investigaciones en Mitilene y, desde 1975 nuevamente en las excavaciones de Vergina. Los años posteriores fueron los del descubrimiento del Gran Túmulo de Vergina, bajo la dirección de Manolis Andrónikos. En 1982 dirigió las excavaciones del santuario de Euclea de Vergina. 
A partir de 1984 pasó a ser profesora de arqueología clásica en la Universidad Aristóteles de Salónica. Es también miembro de la Sociedad Arqueológica de Atenas y del Instituto Arqueológico Alemán. 
Desde el año 2001 es directora de las excavaciones de Vergina. Ha publicado numerosas monografías sobre la antigua Macedonia así como una guía arqueológica de Vergina.
Entre 2009 y 2014 fue diputada del Parlamento Europeo por el PASOK.